# Dekanat oszmiański
Dekanat oszmiański – jeden z pięciu dekanatów wchodzących w skład eparchii lidzkiej Egzarchatu Białoruskiego Patriarchatu Moskiewskiego. 

## Parafie w dekanacie
- Parafia św. Jerzego Zwycięzcy w Holszanach
  - Cerkiew św. Jerzego Zwycięzcy w Holszanach
- Parafia św. Proroka Eliasza w Michałowszczyźnie
  - Cerkiew św. Proroka Eliasza w Michałowszczyźnie
- Parafia Zmartwychwstania Pańskiego w Oszmianie
  - Cerkiew Zmartwychwstania Pańskiego w Oszmianie
- Parafia św. Męczennika Piotra Metropolity Krutickiego w Oszmianie (sielsowiet Żuprany)
  - Cerkiew św. Męczennika Piotra Metropolity Krutickiego w Oszmianie (sielsowiet Żuprany)

## Galeria

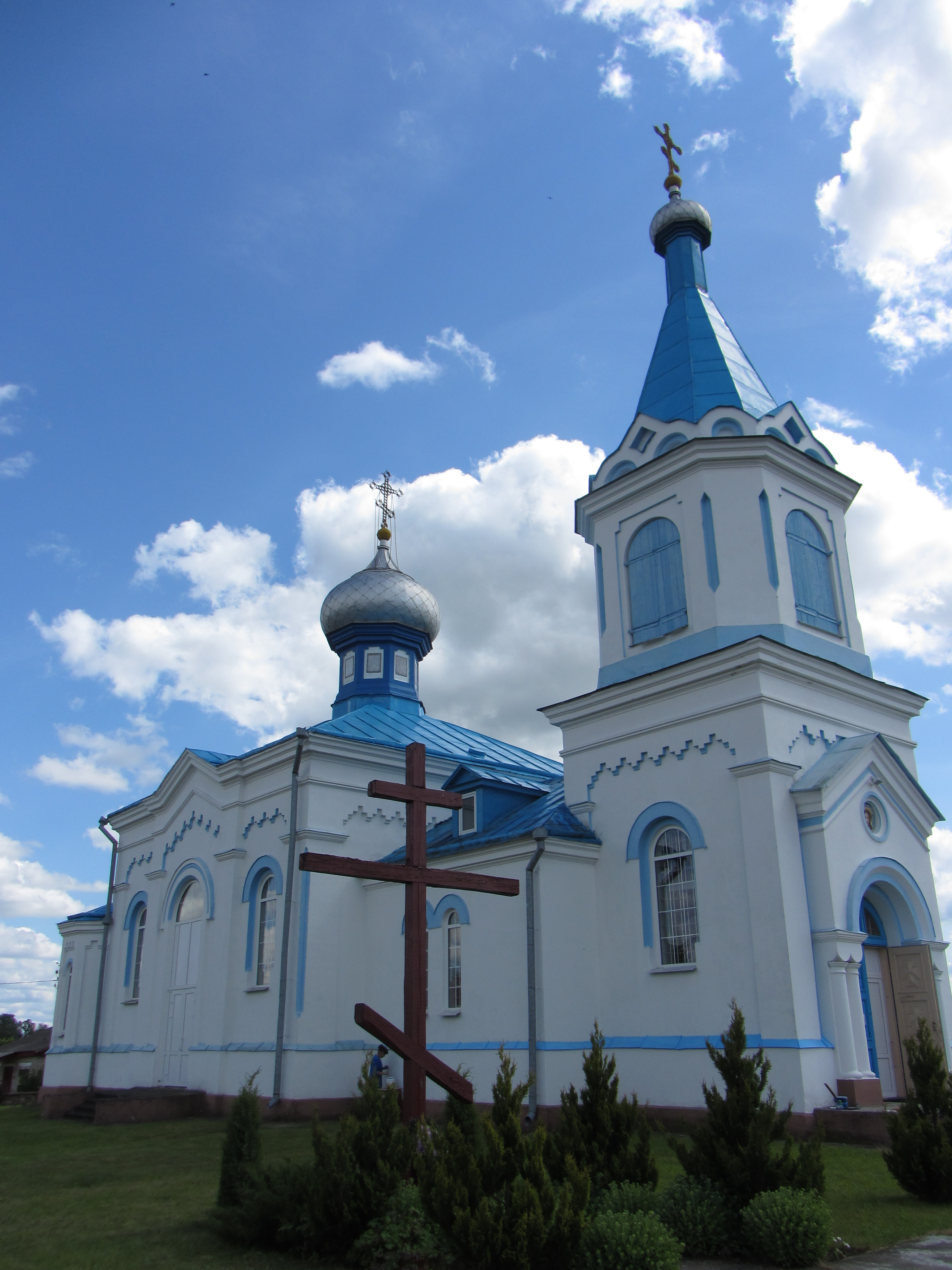
Cerkiew św. Jerzego Zwycięzcy w Holszanach
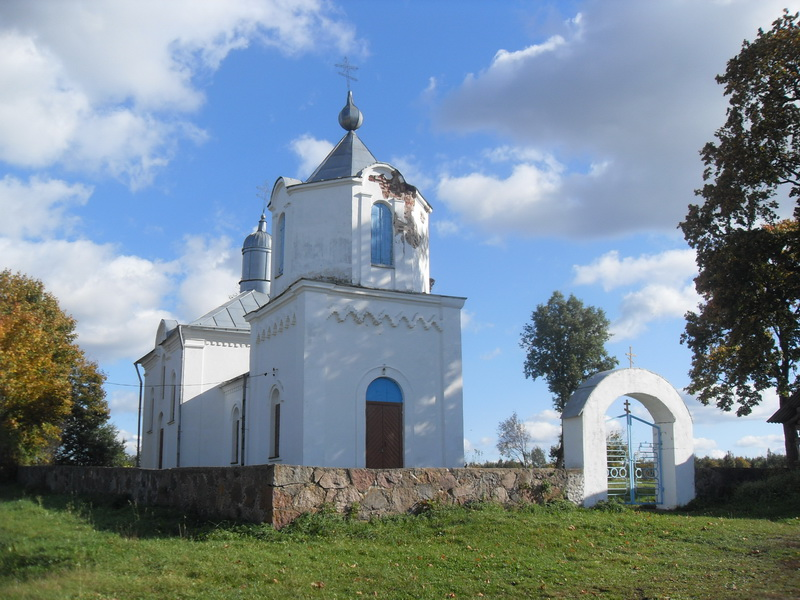
Cerkiew św. Proroka Eliasza w Michałowszczyźnie